# Magda Rezlerová
Magda Rezlerová (Turnov, 9 augustus 1982) is een voormalig biatlete uit Tsjechië. Ze vertegenwoordigde haar vaderland op de Olympische Winterspelen 2002 in Salt Lake City, de Olympische Winterspelen 2006 in Turijn en de Olympische Winterspelen 2010 in Vancouver. Ze is getrouwd met voormalig Tsjechisch biatleet Petr Garabík.

## Resultaten

### Olympische Winterspelen
| Jaar | Plaats         | Resultaten                                                                           |
| ---- | -------------- | ------------------------------------------------------------------------------------ |
| 2002 | Salt Lake City | 32e 7,5 km sprint 34e 10 km achtervolging 8e 4x7,5 km estafette                      |
| 2006 | Turijn         | 61e 7,5 km sprint 61e 15 km individueel 13e 4x6 km estafette                         |
| 2010 | Vancouver      | 19e 7,5 km sprint 32e 10 km achtervolging 64e 15 km individueel 16e 4x6 km estafette |

### Wereldkampioenschappen
| Jaar | Plaats           | Resultaten                                                                           |
| ---- | ---------------- | ------------------------------------------------------------------------------------ |
| 2003 | Chanty-Mansiejsk | 61e 7,5 km sprint                                                                    |
| 2004 | Oberhof          | 50e 7,5 km sprint 33e 10 km achtervolging 27e 15 km individueel 9e 4x6 km estafette  |
| 2006 | Pokljuka         | 17e Gemengde estafette                                                               |
| 2007 | Antholz          | 58e 7,5 km sprint DNS 10 km achtervolging 46e 15 km individueel 8e 4x6 km estafette  |
| 2008 | Östersund        | 16e 4x6 km estafette                                                                 |
| 2009 | Pyeongchang      | 39e 7,5 km sprint 56e 15 km individueel 34e 10 km achtervolging 17e 4x6 km estafette |

### Wereldbeker
Eindklasseringen
| Seizoen   | Algemeen | Individueel | Sprint | Achtervolging | Massastart |
| --------- | -------- | ----------- | ------ | ------------- | ---------- |
| 2001/2002 | 82e      |             |        |               |            |
| 2002/2003 | 67e      |             |        |               |            |
| 2003/2004 | 71e      |             |        |               |            |
| 2005/2006 | 69e      |             |        |               |            |
| 2006/2007 | 64e      |             |        |               |            |
| 2007/2008 | 48e      |             |        |               |            |
| 2008/2009 | 48e      |             |        |               |            |
| 2009/2010 | 60e      |             |        |               |            |